# Lophomyra
Lophomyra là một chi bướm đêm thuộc họ Noctuidae.